# Non mi va (Olly e Yanomi)
Non mi va è un singolo dei cantanti italiani Olly e Yanomi, pubblicato il 24 gennaio 2020 dall'etichetta Room Studio.

## Descrizione
Il brano, scritto e composto dallo stesso Olly con Lorenzo Milano, è prodotto da Yanomi.

## Video musicale
Il video musicale, diretto da Guido Bregante, è stato pubblicato il 28 gennaio 2020 attraverso il canale YouTube di Olly.

## Tracce
Testi e musiche di Federico Olivieri e Lorenzo Milano.
1. Non mi va – 2:49